# Szürkecápa-alakúak
A szürkecápa-alakúak (Hexanchiformes) a porcos halak (Chondrichthyes) osztályának az egyik rendje.
A rendben, manapság már csak 6 faj él.
A szürkecápa-alakúak első fajai a jura időszakban jelenhettek meg, bár egy perm időszakbeli fog, melyet Japánban fedeztek fel és a kutatások szerint e rendbéli állat, azt mutatja, hogy ez a cáparend jóval korábbi; sőt egyike azon állatcsoportoknak, melyek túlélték az úgynevezett perm–triász kihalási eseményt.

## Rendszerezés
A rendbe az alábbi 2 élő család és 1-2 fosszilis család tartozik:
- galléroscápa-félék (Chlamydoselachidae) Garman, 1884 – 1 nem és 13 faj tartozik a családhoz; egyes rendszerezők külön rendként, Chlamydoselachiformes névvel sorolják be
- †Crassonotidae Kriwet & Klug, 2011 - 4 nem és 8 faj tartozik a családhoz[2][3][4][5]
- szürkecápafélék (Hexanchidae) J. E. Gray, 1851 – 10 nem és 37 faj tartozik a családhoz

Az alábbi monogenerikus családot, egyes rendszerezők ebbe a cáparendbe helyezik, azonban az ittléte kérdéses:
- †Mcmurdodontidae[6]

- †Orthacodontidae Glikman, 1957[7] - korábban ebbe a cáparendbe sorolták be, azonban az újabb kutatások következtében, kivonták innen és megalkották e családnak a Synechodontiformes nevű rendet.[8]

## Fordítás
- Ez a szócikk részben vagy egészben  a   Hexanchiformes című angol Wikipédia-szócikk ezen változatának fordításán alapul.  Az eredeti cikk szerkesztőit annak laptörténete sorolja fel. Ez a jelzés csupán a megfogalmazás eredetét és a szerzői jogokat jelzi, nem szolgál a cikkben szereplő információk forrásmegjelöléseként.